# Maelgwn ap Rhys († 1295)
Maelgwn ap Rhys († 1295) war ein Anführer der walisischen Rebellion von 1294 bis 1295.
Er war ein Nachfahre von Maelgwn ap Rhys aus der Dinefwr-Dynastie und ein Sohn von Rhys Fychan, dem letzten Lord von Geneu'r Glyn im Norden Cardiganshires. Als 1294 ein allgemeiner Aufstand in Wales gegen die englische Herrschaft ausbrach, der von Madog ap Llywelyn in Nordwales und Morgan ap Maredudd in Glamorgan geführt wurde, übernahm Maelgwn die Führung der Aufständischen in Cardiganshire. Der Aufstand in Cardiganshire umfasste eine heftige, aber erfolglose Belagerung von Aberystwyth Castle und Überfälle nach Carmarthenshire und Pembrokeshire. Im Frühsommer 1295 brach der Aufstand wegen der Überlegenheit der englischen Truppen zusammen, und Maelgwn fiel im Kampf gegen Truppen des Earls of Gloucester bei Carmarthen. Seine beiden Brüder Rhys und Gruffydd gerieten in englische Gefangenschaft und befanden sich noch 1308 im Kerker von Norwich Castle. 